# Cementerio de Silver Cliff

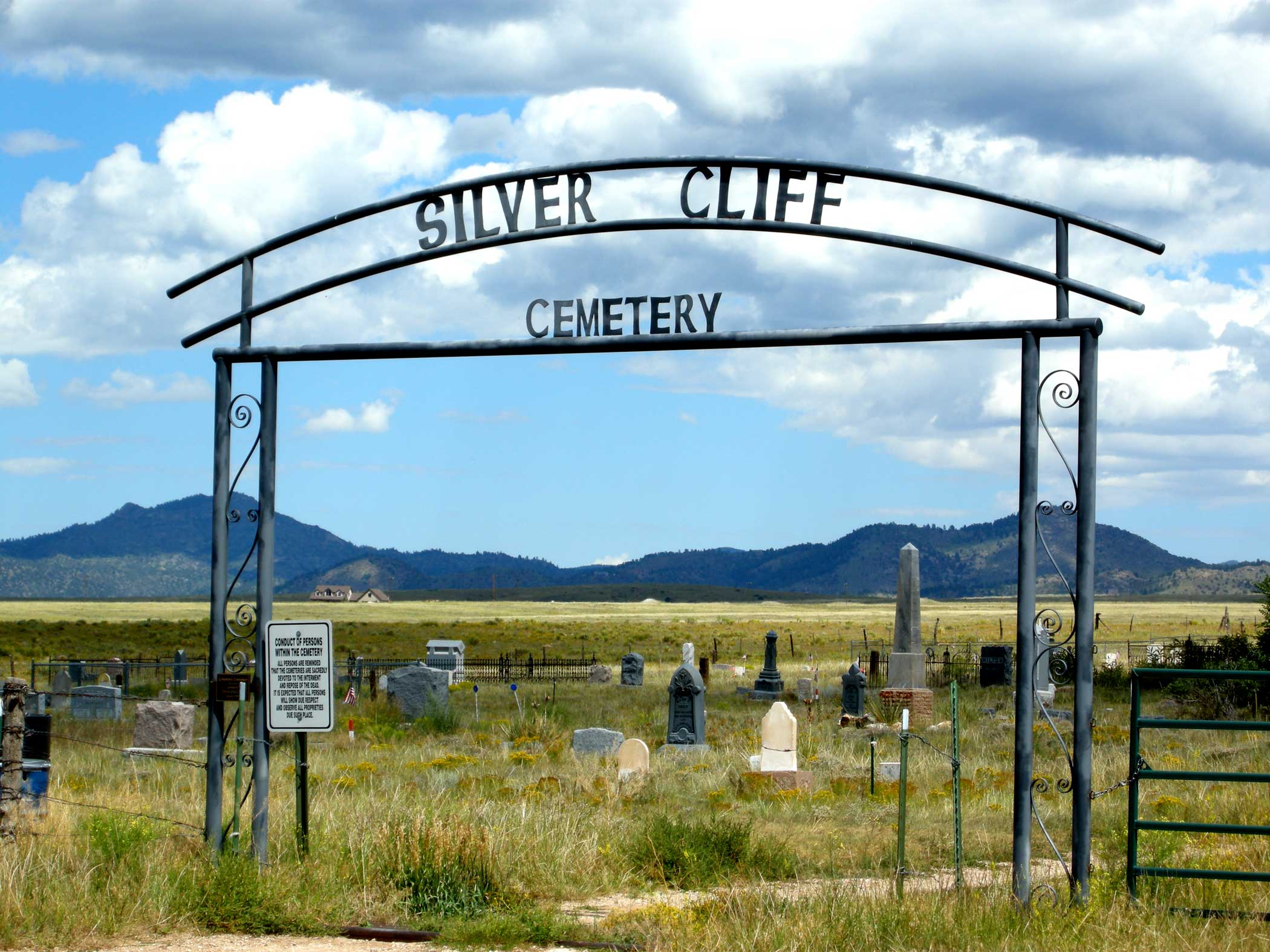
Pórtico de entrada al cementerio de Silver Cliff.

El cementerio de Silver Cliff es un camposanto, aún en uso, establecido a principios de la década de 1880 a las afueras de Silver Cliff, un pequeño pueblo del condado de Custer, en el estado de Colorado (Estados Unidos). Se ubica a poca distancia al sur de la carretera estatal (State Highway) 96. Se encuentra dividido en dos secciones, una para entierros católicos y otra para protestantes.
Desde el siglo XX, con medio siglo de historia a sus espaldas, el cementerio comenzó a ser conocido por ser objeto de informes que hablaban de "luces azules danzantes" que ocasionalmente se veían flotar en los alrededores ya de madrugada. Dichas luces, que según los informes parecen linternas azules o esferas blancas, flotan por el cementerio y rebotan en las lápidas. Las luces aparecieron en la revista National Geographic, en su volumen 136 de agosto de 1969. Estas luces fueron vistas por primera vez por un grupo de mineros que tomaron el cementerio como un atajo para llegar a la ciudad más rápidamente. Pero el grupo acabó perdiéndose y vieron aparecer las luces. Se corrió la voz de los hechos, y a medida que iban haciéndose famosas por los diversos episodios que se sucedían, más personas se interesaron más en el cementerio.
La investigadora escéptica Karen Stollznow investigó el cementerio y escribió que había varias posibles explicaciones naturales para las luces de colores, como un receptor en la retina del ojo sensible al color azul, o el efecto de los fosfenos, breves destellos de luz percibidos por el ojo, a veces inducido por movimientos oculares, lo que explicaría el particular "baile" de las luces a través del cementerio. Stollznow informa que no todos los visitantes logran ver las luces, lo que respalda su conclusión de que "ver luces durante la oscuridad en Silver Cliff es una experiencia personal, probablemente causada por los ojos y la mente de una persona después de pasaar muchas horas "decidida a ver algo".